# Gillertjärnen (Alanäs socken, Jämtland)
Gillertjärnen är en sjö i Strömsunds kommun i Jämtland och ingår i Ångermanälvens huvudavrinningsområde.